# 49e division (armée impériale japonaise)
Pour les articles homonymes, voir 49e division.
La 49e division (第49師団, Dai-yon-jū-kyū shidan) est une unité d'infanterie de l'armée impériale japonaise basée à Okinawa puis en Birmanie durant la Seconde Guerre mondiale. Son nom de code est Division Loup (狼兵団, Ookami-heidan).
Créée le 6 janvier 1944 à Séoul, la 49e division est formée à partir de la 64e brigade d'infanterie et du quartier-général de la 20e division. Elle est d'abord basée à Naha sur l'île d'Okinawa. Environ 2 % de ses soldats sont coréens.
En mai 1944, la 49e division est placée sous le contrôle de l'armée régionale japonaise de Birmanie et est transférée à Rangoun, via Saïgon et Singapour, en juin 1944. Durant son transfert, deux navires sont coulés, faisant environ 1 600 morts. À son arrivée en Birmanie, le 3e bataillon du 49e régiment d'artillerie de montagne et le 153e régiment d'infanterie sont envoyés au sud-ouest de la Birmanie pour protéger les gisements de pétrole. Le 2e bataillon du 49e régiment d'artillerie de montagne et le 168e régiment d'infanterie sont affectés à la 33e armée pour une action retardatrice. Au cours de la première semaine de mars 1945, ce détachement tente de défendre le centre de communications stratégique de Meiktila contre une division d'infanterie indienne complète soutenue par une brigade de chars. Le détachement est presque détruit, seuls restent des survivants du 168e régiment. Au cours de la deuxième semaine de mars, ils rejoignent le quartier-général de la division, le 1er bataillon du 49e régiment d'artillerie de montagne et le 106e régiment d'infanterie pour tenter de récupérer Meiktila. Leurs attaques ne peuvent être coordonnées avec celles des autres formations de la 33e armée et sont brisées à la fin du mois. Pendant la première semaine d'avril, la division subit d'autres pertes en tentant de tenir une position près de Pyawbwe au centre de la Birmanie.
Après que les survivants se soient regroupés au sud de la Birmanie, ils lancent une attaque de diversion à la bataille du coude de la Sittang. La division occupe encore des positions fortifiées sur la rive est de la rivière Sittang au moment de la reddition du Japon le 15 août 1945.